# Paranotus trivirgatus
Paranotus trivirgatus är en insektsart som beskrevs av Karsch 1890. Paranotus trivirgatus ingår i släktet Paranotus och familjen Flatidae. Inga underarter finns listade i Catalogue of Life.